# Вал (автомат)
АС «Вал» (Автомат Спеціальний, Індекс ГРАУ — 6 П30) — автомат безшумної стрільби, розроблений в Климовському ЦНДІ «Точмаш» конструкторами П. Сердюковим і В. Красніковим у другій половині 1980-х років разом із безшумною снайперською гвинтівкою «Вінторєз» і перебуває на озброєнні підрозділів спеціального призначення Росії. «Вал» та «Вінторєз» уніфіковані на 70%, що позитивно позначається на виробництві та експлуатації. Також частиною цієї системи безшумного зброї став пістолет ПСС.
Автомат призначений для спеціальних підрозділів органів державної безпеки і внутрішніх справ.

## Історія
До 1970-х років підрозділами спеціального призначення СРСР застосовувалися переважно допрацьовані зразки стрілецько-гранатометної зброї загальновійськового призначення, оснащені глушниками і використовували спеціальні патрони з дозвуковою швидкістю польоту кулі. Як приклад, можна навести комплекси «Тиша» («Тишина») на базі АКМ і «Канарка» («Канарейка») на базі АКС-74У, а також пістолети ПБ і АПБ. Однак, подібні рішення мали свої недоліки (наприклад, значне збільшення розмірів у пістолетів з глушниками, різке зниження відстані ефективної стрільби у автоматів з ПБС−1 і їх обмежений ресурс), тому паралельно в ЦНИИТОЧМАШ під керівництвом НДУ КДБ і ГРУ ГШ СРСР створювалися спеціальні зразки вузькоспрямованого призначення, які б могли забезпечувати велику скритність дій спецпідрозділів.
Суперечливі тактико-технічні вимоги до снайперської гвинтівки і автомата, висунуті різними відомствами, стали причиною затягування робіт і до 1983 року вимоги були узгоджені лише для снайперської гвинтівки. ТТЗ до автомата було затверджено лише через два роки, проте воно зробило ключове значення і для програми з розробки снайперської гвинтівки, оскільки подавала підвищене значення вражаючій здатності (було потрібно забезпечити ураження живої сили в бронежилетах 6Б2 на відстані 400 м, у той час у ТТЗ на снайперську гвинтівку мовилося тільки про армійські шоломи). Внаслідок цього снайперська гвинтівка була повністю перероблена під новий патрон 9x39 мм, а на її основі було створено автомат «Вал» (своєю чергою став базою для малогабаритного автомата СР-3 «Вихр»).

## Опис
Автомат спеціальний «Вал» побудований на основі газовідвідної автоматики з довгим робочим ходом газового поршня. Газовий поршень розташований над стволом і жорстко пов'язаний з рамою затвора. Усередині поршень порожнистий, і в нього входить своїм переднім кінцем зворотно-бойова пружина. УСМ — ударникового типу. Замикання дула здійснюється поворотним затвором, що має 6 бойових упорів, за вирізи у ствольній коробці. Ствольна коробка — фрезерована зі сталі. У порівнянні зі штампуванням такий метод підвищує жорсткість конструкції, проте також збільшується вага і собівартість виробництва. Для захисту від корозії застосовується вороніння сталі. У стінках ствола є чотири ряди похилих отворів, що забезпечують рівномірне відведення порохових газів (частина газів відводиться до камери глушника ще під час руху кулі стволом).
Приклад — трубчастий складаний вліво, металевий, досить міцний для використання в ближньому бою, в складеному стані не перешкоджає стрільбі. Пістолетна рукоятка, цівка і дворядні магазини — пластикові. Вбудований глушник відіграє також роль полум'ягасника. Завдяки йому і патронам з дозвуковою швидкістю рівень звукового тиску за пострілу становить 130 дБ. Перекладач режимів вогню розташований в задній частині спускової скоби, а запобіжник і рукоятка перезаряджання — справа. Попри поліпшення в ергономіці в порівнянні з автоматом Калашникова повністю двосторонньою зброєю «Вал» назвати не можна: стрільцю доводиться прибирати руку з пістолетної рукоятки для того, щоб зняти зброю із запобіжника або пересмикнути рукоятку затвора (для здійснення цих операцій лівою рукою доводиться нахилити і розвернути автомат). Також як недолік варто відзначити брязкіт затвора і випадки пошкодження кулею при пострілі.
У ньому використовуються спеціальні 9-мм дозвукові патрони СП-5 і СП-6. Куля снайперського патрона СП-5 (зі сталевим сердечником) пробиває бронежилети 2 класу або 6-мм сталевої лист на відстані 100 м, а 2-мм — на всій відстані прицільного вогню, при цьому зберігається енергія, достатня для ураження противника, що сховався. Бронебійний набій СП-6 із збільшеним сердечником із загартованої сталі здатний вивести з ладу автомобіль і навіть легкоброньовану техніку. Він пробиває 8-мм сталевий лист на відстані 100 м, а 5-мм сталевий лист або бронежилети 3 класу — на всій відстані прицільної стрільби. Дані показники можна порівняти з такими у стандартних патронів калібру 5,56 мм, 5,45 мм і 7,62 мм, володіють у рази більшою дуловою енергією.
Прицільні пристосування містять мушку і секторний приціл, маркований від 25 до 400 метрів, встановлені на кожусі глушника. Крім того, на лівій стінці ствольної коробки розташована планка для кріплення кронштейнів для оптичних денних (наприклад, ПСО-1М) і нічних (наприклад, 1-ПН-51) прицілів, що дають можливість розпізнавати цілі на відстані до 300 м.
Розібраний на основні вузли (ствольна коробка зі стволом, автоматикою, УСМ і цівкою, глушник з прицільними пристосуваннями, приклад) автомат транспортується в спеціальному кейсі разом з прицілами і магазинами. Збірка займає від 30 до 60 секунд залежно від підготовки стрільця.

### Російсько-українська війна
Поблизу населеного пункту Димер на Київщині спецпризначенці ГУР МО України знищили колону Росгвардії. Залишені окупантами в розбитих машинах документи 748 окремого батальйону оперативного призначення Росгвардії (в/ч 6912, м. Хабаровськ) серед яких був атестат з переліком наявної в підрозділі зброї. В переліку було названо, зокрема, гвинтівку ВСС «Винторез», автомати СР.3М та АС «Вал» та набої для них.

## АС "Вал" у масовій культурі

### У відеоіграх
- Payday 2 - у грі називається Valkyria; можлива заміна складного прикладу на дерев'яний приклад ВСС. Автомат доступний для гравців, які купили DLC Sokol Character Pack або Payday 2: Ultimate Edition в Steam.
- Battlefield 3 - зброя доступна для всіх класів солдатів після досягнення 45 рівня. Дуже популярна серед гравців через свою кучність та швидкість стрільби.
- S.T.A.L.K.E.R. (серія відеоігор)- в іграх має назву СА "Лавина"(Спецавтомат "ВЛА"); використовується різними угрупованнями та самим гравцем, в ЧН та ПП може мати модифікації.
- Delta Force - можливість купити тільки за сторону терористів .

## Галерея

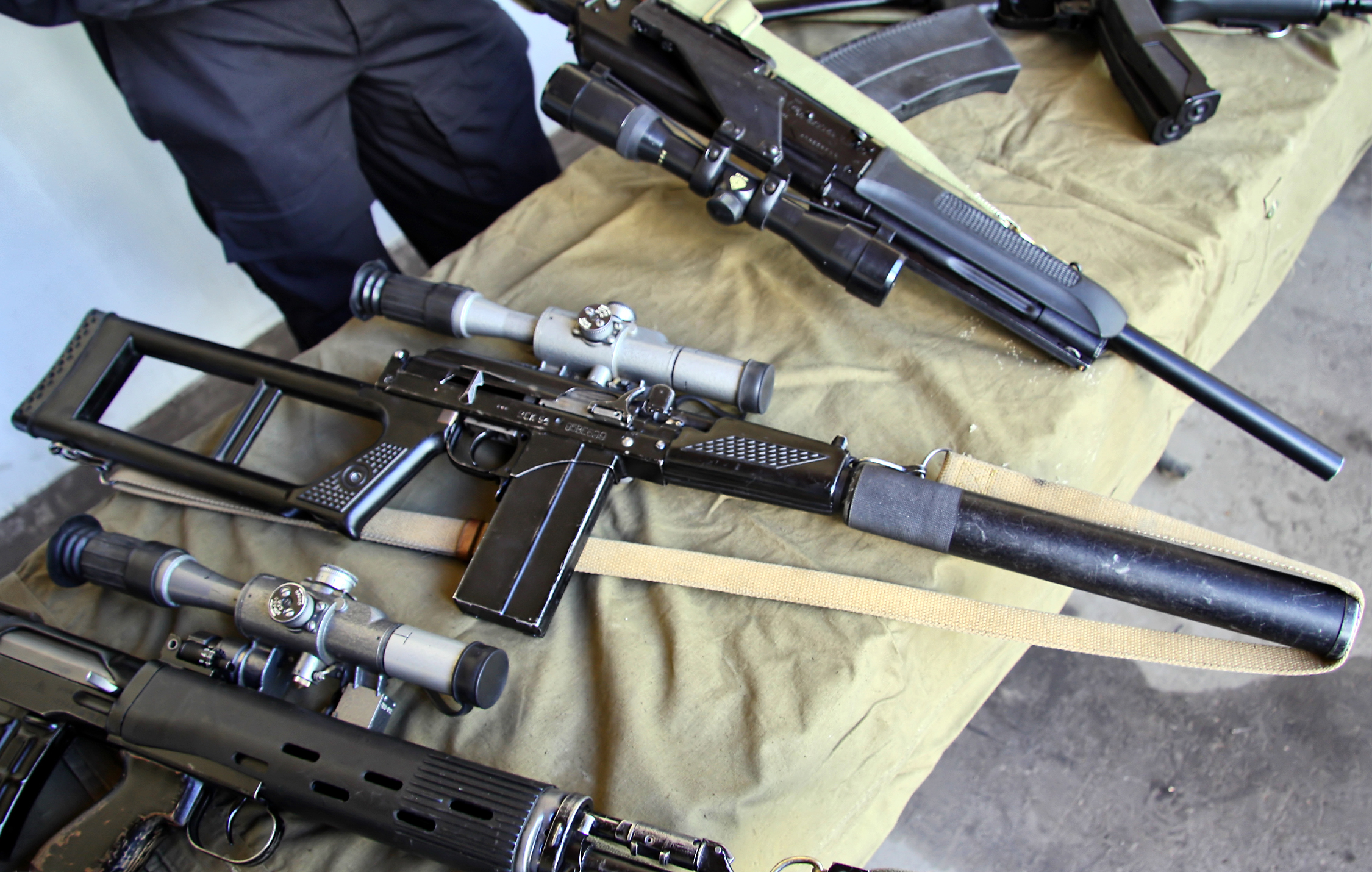
ВСК-94 з прицілом ПСО-1

## Відео
- Стрільба поодинокими і чергами [Архівовано 27 квітня 2013 у Wayback Machine.]
- Стрільба по бурульках [Архівовано 22 червня 2014 у Wayback Machine.]
- Збірка і розбирання автомата, зображення автомата